# ريتشارد هندرسون (سياسي)
ريتشارد هندرسون (بالإنجليزية: Richard Henderson)‏ هو سياسي أمريكي، ولد في 15 مارس 1971. حزبياً، نشط في الحزب الديمقراطي.